# Storena rufescens
Storena rufescens là một loài nhện trong họ Zodariidae.
Loài này thuộc chi Storena. Storena rufescens được Tord Tamerlan Teodor Thorell miêu tả năm 1881.